# Lipara brevipilosa
Lipara brevipilosa är en tvåvingeart som beskrevs av Nartshuk 1976. Lipara brevipilosa ingår i släktet Lipara och familjen fritflugor. Inga underarter finns listade i Catalogue of Life.